# Phase5
A Phase5 (teljes néven: Phase5 Digital Products) egy német hardvergyártó magáncég volt, mely főként az Amigákhoz készített processzorkártyáiról, illetve videokártyájáról nevezetes, de több termékük volt PowerMac rendszerhez is.

## Történet
A céget 1992-ben alapította Wolf Dietrich és Gerald Carda az Advanced Systems & Software (AS&S) cégük leányvállalataként a Frankfurt melletti Oberurselben.

### Amiga technológiák

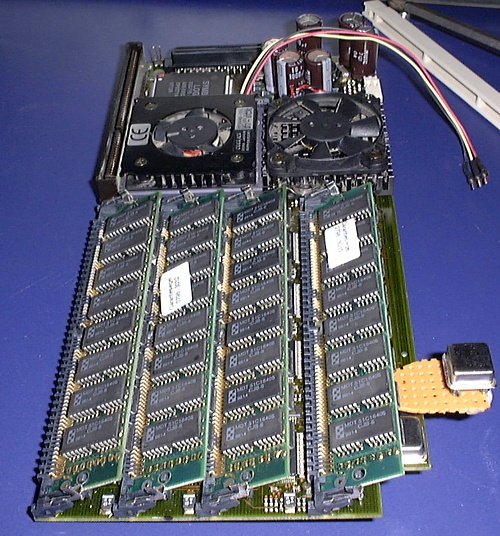
Phase5 CyberStormPPC/604e kétprocesszoros bővítőkártya 128 MB RAM-mal, Amiga 4000 számítógépekhez

A Phase5 elsősorban Amiga hardverek fejlesztésére és gyártására összpontosított, mely főként processzorkártyákat, SCSI vezérlőkártyát és videokártyát jelentett. A hardvergyártásra 1996-ben újabb leányvállalatot alapítottak, a Phase5 Elektronikfertigungs GmbH-t, mely innentől az összes Phase5 terméket gyártotta.
A Phase5 1997. február 25-én mutatta be a két-processzoros "Cyberstorm PPC" bővítőkártyáját az Amiga 3000/Amiga 4000 modellekhez, melynek legerősebb változatában a legnagyobb órajelű (50 MHz-es) Motorola 68060-as mikroprocesszor, illetve egy 233 MHz-es PowerPC 604e CPU kapott helyet, összesen maximum 128 MB memória kíséretében. A két processzor egyidejű programfuttatásra képes, míg azonos rendszer-címtéren osztoznak. A működés érdekében a cég kifejlesztette a PowerUp kernelt, mely az AmigaOS mellett, azzal párhuzamosan működik.
A bejelentésben már előrevetítették egyrészt a processzorkártyához készülő videokártyabővítményt (leánykártyát), másrészt a soha meg nem valósult A\BOX számítógéprendszer kifejlesztését. A videokártya végül CyberVisionPPC néven jelent meg 1999 elején. A PowerPC gyorsítókártyákat tartalmazó Amigákat "Amiga PowerUP System"-nek, APUS-nak is szokták nevezni.
1999. július 22-én a cég új PowerPC G3-alapú alaplap terveit jelentette be. A fejlesztésben szoftveroldali partnerük a QNX Software Systems Ltd. volt, mellyel egy a hivatalostól eltérő, alternatív megoldást kívántak nyújtani. A projekt neve AMIRAGE K2 volt, azonban soha nem került kiadásra.

### Megszűnés
2000. február 9-én a cég fizetésképtelenséget jelentett be, majd 2000. április 27-én megkezdődött a felszámolás, melynek során a DCE szerezte meg a Phase5 termékeihez fűződő jogokat és egyes modelleket saját nevén gyártott egy ideig. Gerald Carda ezután a bPlan cég műszaki igazgatójaként (CTO) felelt a Pegasos számítógépek kifejlesztéséért, melyet aztán a Genesi vásárolt fel.

## Fordítás
- Ez a szócikk részben vagy egészben  a   Phase5 című angol Wikipédia-szócikk fordításán alapul.  Az eredeti cikk szerkesztőit annak laptörténete sorolja fel. Ez a jelzés csupán a megfogalmazás eredetét és a szerzői jogokat jelzi, nem szolgál a cikkben szereplő információk forrásmegjelöléseként.